# Pierre Charial
 (juillet 2017).
Pierre, André Charial, né à Lyon, le 17 août 1943 est musicien et artisan noteur. En 2014, il reçoit la distinction de Maître d'art par le Ministre de la Culture et de la Communication, Frédéric Mitterrand.
Après un 1er prix de solfège au conservatoire de Lyon et une formation d'état de conseiller d'éducation populaire, il enseigne et gère des centres socio-culturels de 1968 à 1976. En 1976, Pierre Charial passionné de musique mécanique crée son atelier à Paris.
Deux objectifs à cet atelier :
la conservation d'un patrimoine - l'orgue de barbarie a acquis ces lettres de noblesse au XVIIIe siècle, et a inspiré de célèbres compositeurs tels Mozart, Haydn, Bach et d'autres...
La modernisation du répertoire : musicien reconnu, Pierre Charial crée aussi ; il travaille avec de grands compositeurs  tels que Marius Constant, Luc Ferrari, Iannis Xenakis, Jean-Jacques Birgé, György Ligeti.
La fabrication de cartons perforés : Pierre Charial a conçu une machine mécanique numérisée

## Distinctions
- 1976, Membre d'honneur de la Gesellschaft für Selbstspielende Musikinstrumente (GSM)
- 2004, Maitre d'Art Noteur, distinction du Ministère de la Culture et de la Communication
- Depuis 2024 Collaboration pérenne avec le batteur de jazz Mathieu Bec.

## Œuvres
- Pierre et le loup / illustré par Pef ; raconté par François Morel et Olivier Saladin ; orgue de barbarie Pierre Charial ; L'Ensemble-orchestre régional de Basse-Normandie, direction Dominique Debart. Pantin : Enfance et musique, 2010, 32 p.  (ISBN 978-2-916681-08-5)

## Discographie
- Charial : Hors Gabarit : 1987, Nocturne[1]
- Sylvie Courvoisier : Ocre - Y2K ; Pierre Charial, Michel Godard 2000[2]
- Nicolas Montier invite Pierre Charial : Swing de Barbarie 2011
- György Ligeti Edition, Vol. 5. Jürgen Hocker, Pierre Charial, Francoise Terrioux